# تأريخ حملات حق تصويت المرأة
يتناول موضوع تأريخ حملات حق تصويت المرأة الطرق المختلفة التي صُورت وحُللت ونوقشت بها ناشطات حق تصويت المرأة ضمن الروايات التاريخية لدورهن في حملات حق تصويت المرأة في بريطانيا في أوائل القرن العشرين.
يشير مصطلح «ناشطة حق تصويت المرأة» على وجه التحديد إلى الناشطات البريطانيات اللاتي نظمن الحملات من أجل حق المرأة في التصويت في الانتخابات العامة كجزء من المنظمات المسلحة، مثل الاتحاد الاجتماعي والسياسي للمرأة. شُكلت هذه المنظمات على أساس الاعتقاد بأن الحملات القانونية والدستورية آنذاك لم تحقق الكثير في سبيل نجاح حملة حق المرأة في التصويت في بريطانيا، وكانت هناك حاجة إلى اتخاذ تدابير أكثر جذرية.
انخرطت ناشطات حق تصويت المرأة تحت شعار «أفعال وليس أقوال» في العصيان المدني والتعطيل، وتحطيم النوافذ، وتفجير صناديق البريد، وقطع أسلاك التلغراف، واقتحام البرلمان في محاولة للإشراف على نجاح قضيتهن.
مُنح حق التصويت للإناث بموجب قانون تمثيل الشعب لعامي 1918 و1928، إلا أن أساليب الحملات المسلحة لناشطات حق تصويت المرأة كانت مصدرًا للخلاف بين الروايات التاريخية. يتمحور النقاش في المقام الأول حول ما إذا كان التسلّح وسيلة مبررة وفعالة وحاسمة لتحقيق نهاية سياسية فاشلة، أو كان بمثابة عائق أمام الحملة الدستورية المتزامنة التي نظمتها ناشطات حق تصويت المرأة الأخريات من خلال تنفير السياسيين والجمهور البريطاني. هناك أربع مدارس رئيسية في تاريخ حق تصويت المرأة، تتخذ كل منها موقفًا مختلفًا بشأن الفعالية المتصورة- من عدمها- لنشاط حق تصويت المرأة.

## مدرسة التسلح
تمثل مدرسة التسلح إحدى مدرستين مؤسستين لتاريخ ناشطات حق تصويت المرأة، والتي نشأت من خلال شهادات وسير ذاتية لعضوات الاتحاد السياسي والاجتماعي للمرأة، ممن أيدن وشاركن في التسلح. تركز شهادات مدرسة التسلّح على تقسيم الناشطات إلى فئات ثنائية، إما ناشطات مسلحات أو غير مسلحات، وتقدم الناشطات باعتبارهن المنقذات الأساسيات والفعالات في قضيتهن السياسية الفاشلة، وتبرر التسلّح من خلال الادعاء أنه بدونه، لم تكن المرأة قد حققت حق التصويت في الوقت الذي تحقق فيه ذلك.
ركز الاتحاد الاجتماعي والسياسي للمرأة عندما تأسس على الابتعاد تمامًا عن الحملة الدستورية التي ظهرت في القرن التاسع عشر واستمرت مع الاتحاد الوطني لجمعيات حق المرأة في الاقتراع حتى القرن العشرين. يعتقد الدستوريون أن تحفيز التغيير الاجتماعي يجري من خلال «التطور التدريجي والتقدمي للمجتمع من خلال إمكاناته الأصلية على التطور والنمو» أو أن المجتمع سيتطور من تلقاء نفسه مع الحد الأدنى من الحملات، ويمنح النساء حق التصويت. عارض الاتحاد الاجتماعي والسياسي للمرأة ذلك، إذ كشف خطاب إيميلين بانكيرست لعام 1913 «الحرية أو الموت» عن وجهة نظرها بأن الأساليب الدستورية كانت غير فعالة في الحصول على حق الاقتراع في بيئة سياسية متمركزة حول الرجال ويهيمن عليها الرجال، لذا جرى تبني شعار الحركة «أفعال وليس أقوال» لتطبيق ما جادلت به ناشطات حق تصويت المرأة أنه قوة أقوى للحراك الاجتماعي، وهو الموقف الذي تطرحه روايات مدرسة التسلح.
تدافع ناشطتا حق تصويت المرأة ومؤسستا الاتحاد الاجتماعي والسياسي للمرأة إيميلين وبريسيلا بانكيرست في سيرتهما الذاتية «قصتي» و«غير مقيدة» عن قرار تبني التسلّح وانسحابهما من الاتحاد الاجتماعي والسياسي للمرأة باعتباره ردًا مباشرًا على ما اعتبرتاه عدم تقدم للاتحاد الوطني لجمعيات حق المرأة في الاقتراع غير المسلّح، والتي كانتا عضوتين فيه سابقًا. تؤكد كلتا السيرتين الذاتيتين أن الناشطات غير المسلّحات لم يحققن تقدمًا ملحوظًا من خلال الضغط الدستوري، وأن التسلّح كان ضروريًا لنجاح الحركة. كتبت إيميلين بانكيرست أن الأعمال المسلحة كانت ذات «قيمة لا تُحصى» ولا يمكن أن تنافسها الحملات الدستورية. يشكل النقاش حول أن تسلّح ناشطات حق تصويت المرأة كان مبررًا بنفس الوسائل التي حصل بها الرجال على حق التصويت في بريطانيا سابقًا، جوهر وجهة النظر القتالية لإميلين بانكيرست. تفترض مدرسة التسلح أن التسلح والحق في التصويت قد ارتبطا تاريخيًا، ومن ثم كان التسلح وسيلة مشروعة ثبتت فعاليتها تاريخيًا لتحقيق هدف معين.
تبرر مدرسة التسلح تصرفات ناشطات حق تصويت المرأة، وتدّعي أيضًا أنهن وحدهن من أسهمن في نجاح حملة حق التصويت للنساء. قالت ناشطة حق تصويت المرأة آني كيني أنه في وقت الانقسام حول التسلّح، لم يكن هناك «أي اهتمام حي بهذا السؤال» بشأن حق التصويت للنساء بين الجمهور البريطاني، ما جعل الحملة راكدة. كتبت ناشطة حق تصويت المرأة مونا كيرد أن حملة العمل الدستورية لم تقدم أي دليل في نظر الجمهور والسياسيين على أن النساء يرغبن في التصويت، ولكن الناشطات المسلّحات والحملة المسلحة عدلوا ذلك من خلال وضع الحملة في إطار السياسة العملية. ناقش فريدريك بيثيك-لويس من مدرسة التسلح أن تصرفات الناشطات المسلحات وحدهن من «أثارت تهاون الحكومة» بما يكفي لحثها على اتخاذ أي إجراء، لدرجة أنه كان من غير المرجح منح حق التصويت على الإطلاق لولا حملتهن المسلحة.
تفترض مدرسة التسلح أنه لولا التسلح لم يكن من الممكن تحقيق حق المرأة في التصويت في بريطانيا عندما تحقق ذلك، وأن ناشطات حق تصويت المرأة كان لهن ما يبرر أفعالهن باعتبارهن المسؤولات عن تحصيل حق التصويت للنساء داخل البرلمان البريطاني عندما فشلت نظيراتهن الدستوريات.